# 2024-es magyar vívóbajnokság
A 2024-es magyar vívóbajnokság a száztizennyolcadik magyar bajnokság volt. A bajnokságot május 24. és 25. között rendezték meg Budapesten, a Ludovika Arénában (a párbajtőr selejtezőket a Gerevich Aladár Nemzeti Sportcsarnokban).

## Eredmények
| Versenyszám          | Arany                              | Arany | Ezüst                     | Ezüst | Bronz                                               | Bronz |
| -------------------- | ---------------------------------- | ----- | ------------------------- | ----- | --------------------------------------------------- | ----- |
| Férfi tőrvívás       | Szemes Gergő Ferencvárosi TC       |       | Dósa Dániel Törekvés SE   |       | Németh András Bp. HonvédHári Máté Budakalászi VSE   |       |
| Férfi párbajtőrvívás | Nagy Dávid Vasas SC                |       | Koch Máté Vasas SC        |       | Buta Levente Ferencvárosi TCBányai Zsombor Vasas SC |       |
| Férfi kardvívás      | Gémesi Csanád MATE-Gödöllői EAC    |       | Rabb Krisztián Vasas SC   |       | Szilágyi Áron Vasas SCPéch Miklós MTK               |       |
| Női tőrvívás         | Pásztor Flóra Törekvés SE          |       | Kondricz Kata Bp. Honvéd  |       | Mohamed Aida Újpesti TELupkovics Dóra Bp. Honvéd    |       |
| Női párbajtőrvívás   | Muhari Eszter Tatabányai SC        |       | Terhes Hanna Diósgyőri VE |       | Nagy Blanka Debreceni SISalamon Réka Tatabányai SC  |       |
| Női kardvívás        | Battai Sugár Katinka Debreceni EAC |       | Pusztai Liza BVSC         |       | Katona Renáta Vasas SCSpiesz Anna Vasas SC          |       |